# Хоанг Суан Лам
Хоанг Суан Лам (10 жовтня 1928, Huế — 2 травня 2017, Девіс, Каліфорнія) — генерал армії Республіки В'єтнам (ARVN).
Наприкінці 1965 року, коли Лам був командувачем 2-ї дивізії, генерал "Командуючий командуванням військової допомоги США у В’єтнамі" Вільям Вестморленд і його начальник оперативного штабу генерал Вільям Е. ДеПюї звинуватили в стриманості дивізії її «менш агресивного» командира, який або не бажав або не мав здатності змусити підрозділ рухатися протягом року. 
Йому доручили відповідальність за тактичну зону 1-го корпусу в 1967 році. Під час битви за Кхе Сан 1500 цивільних осіб, 400 з яких були етнічними бру, шукали притулку. Лам санкціонував евакуацію 1100 в’єтнамців, але Бру було сказано залишитися, Хоанг Суан Лам наполягав, що «тут не було місця для біженців з меншин». 
Лам координував операцію «Лам Сон 719», яка мала на меті атакувати стежку Хо Ши Міна в південно-східному Лаосі протягом 1971 року.
Завдяки своїм політичним зв’язкам із президентом Нгуєн Ван Тієу він все ще служив командиром I корпусу, коли північнов’єтнамці розпочали Великодній наступ у 1972 році. Лам був відкликаний до Сайгона 2 травня 1972 року Тієу, який звільнив його від командування через скарги на придатність і компетентність Лама як генерала. Лама призначили керівником антикорупційної кампанії в Міністерстві оборони. 